# Demonax olei
Demonax olei är en skalbaggsart som beskrevs av Dauber 2008. Demonax olei ingår i släktet Demonax och familjen långhorningar. Inga underarter finns listade i Catalogue of Life.